# Longaulnay
Longaulnay é uma comuna francesa na região administrativa da Bretanha, no departamento Ille-et-Vilaine. Estende-se por uma área de 7,58 km². Em 2010 a comuna tinha 624 habitantes (densidade: 82,3 hab./km²).